# Station Carlton
Carlton is een spoorwegstation van National Rail in Carlton, Gedling in Engeland. Het station is eigendom van Network Rail en wordt beheerd door East Midlands Railway. 